# Jeffrey Talan
Jeffrey Dennis Talan (ur. 29 września 1971 w Katwijk) – piłkarz holenderski grający na pozycji prawoskrzydłowego lub napastnika. W reprezentacji Holandii rozegrał 8 meczów i strzelił 1 gola.

## Kariera klubowa
Karierę piłkarską Talan rozpoczął w amatorskim klubie VV Katwijk. W 1990 roku został zawodnikiem pierwszego zespołu FC Den Haag. 21 września 1990 roku zadebiutował w Eredivisie w zremisowanym 0:0 wyjazdowym meczu z NEC Nijmegen. 20 września 1991 w meczu z FC Groningen (2:2) strzelił swojego pierwszego gola w holenderskiej ekstraklasie. W 1992 roku spadł z Den Haag do drugiej ligi holenderskiej. W klubie z Hagi grał do końca sezonu 1994/1995.
W 1995 roku Talan przeszedł z Den Haag do SC Heerenveen. W nowym klubie zadebiutował 20 września 1995 w zremisowanym 1:1 wyjazdowym spotkaniu z Willem II Tilburg. W 1997 roku wystąpił z Heerenveen w przegranym 2:4 finale Pucharu Holandii z Rodą Kerkrade. Natomiast w sezonie 1999/2000 wywalczył z Heerenveen pierwsze w historii klubu wicemistrzostwo Holandii. Jesienią 2000 wystąpił z Heerenveen w fazie grupowej Ligi Mistrzów. W Heerenveen grał do 2003 roku, kiedy zakończył swoją karierę piłkarską.
| Sezon   | Klub          | Kraj     | Rozgrywki      | Mecze | Bramki |
| ------- | ------------- | -------- | -------------- | ----- | ------ |
| 1990/91 | FC Den Haag   | Holandia | Eredivisie     | 4     | 0      |
| 1991/92 | ADO Den Haag  | Holandia | Eredivisie     | 13    | 1      |
| 1992/93 | ADO Den Haag  | Holandia | Eerste Divisie | 30    | 5      |
| 1993/94 | ADO Den Haag  | Holandia | Eerste Divisie | 23    | 3      |
| 1994/95 | ADO Den Haag  | Holandia | Eerste Divisie | 19    | 6      |
| 1995/96 | SC Heerenveen | Holandia | Eredivisie     | 26    | 9      |
| 1996/97 | SC Heerenveen | Holandia | Eredivisie     | 23    | 3      |
| 1997/98 | SC Heerenveen | Holandia | Eredivisie     | 10    | 2      |
| 1998/99 | SC Heerenveen | Holandia | Eredivisie     | 31    | 8      |
| 1999/00 | SC Heerenveen | Holandia | Eredivisie     | 24    | 9      |
| 2000/01 | SC Heerenveen | Holandia | Eredivisie     | 32    | 7      |
| 2001/02 | SC Heerenveen | Holandia | Eredivisie     | 19    | 2      |
| 2002/03 | SC Heerenveen | Holandia | Eredivisie     | 2     | 0      |

## Kariera reprezentacyjna
W reprezentacji Holandii Talan zadebiutował 10 października 1998 roku w wygranym 2:0 towarzyskim spotkaniu z Peru. 2 września 2000 w meczu eliminacji do MŚ 2002 z Irlandią strzelił swojego jedynego gola w reprezentacji. Od 1998 do 2000 roku rozegrał w kadrze narodowej 8 meczów i strzelił 1 gola.
| Mecze i gole w reprezentacji | Mecze i gole w reprezentacji | Mecze i gole w reprezentacji | Mecze i gole w reprezentacji | Mecze i gole w reprezentacji | Mecze i gole w reprezentacji | Mecze i gole w reprezentacji |
| #                            | Data                         | Stadion                      | Rywal                        | Wynik                        | Gol                          | Rozgrywki                    |
| 1998                         | 1998                         | 1998                         | 1998                         | 1998                         | 1998                         | 1998                         |
| ---------------------------- | ---------------------------- | ---------------------------- | ---------------------------- | ---------------------------- | ---------------------------- | ---------------------------- |
| 1.                           | 10.10.1998                   | Eindhoven, Holandia          | Peru                         | 2:0                          | 0                            | towarzyski                   |
| 2.                           | 13.10.1998                   | Arnhem, Holandia             | Ghana                        | 0:0                          | 0                            | towarzyski                   |
| 3.                           | 18.11.1998                   | Gelsenkirchen, Niemcy        | Niemcy                       | 1:1                          | 0                            | towarzyski                   |
| 2000                         |                              |                              |                              |                              |                              |                              |
| 4.                           | 29.03.2000                   | Bruksela, Belgia             | Belgia                       | 2:2                          | 0                            | towarzyski                   |
| 5.                           | 26.04.2000                   | Arnhem, Holandia             | Szkocja                      | 0:0                          | 0                            | towarzyski                   |
| 6.                           | 02.09.2000                   | Amsterdam, Holandia          | Irlandia                     | 2:2                          | 1                            | el. MŚ 2002                  |
| 7.                           | 07.10.2000                   | Nikozja, Cypr                | Cypr                         | 4:0                          | 0                            | el. MŚ 2002                  |
| 8.                           | 11.10.2000                   | Rotterdam, Holandia          | Portugalia                   | 0:2                          | 0                            | el. MŚ 2002                  |